# RQ-170偵查機
RQ-170“哨兵”無人偵察機（英語：RQ-170 Sentinel）是由洛克希德·马丁公司研制的一种主要用于对特定目标进行侦查和监视的隐形无人机，也被称作“坎大哈野兽”。它曾在持久自由行动中被部署在阿富汗境内，有消息称它也将被部署在韩国。

## 研发

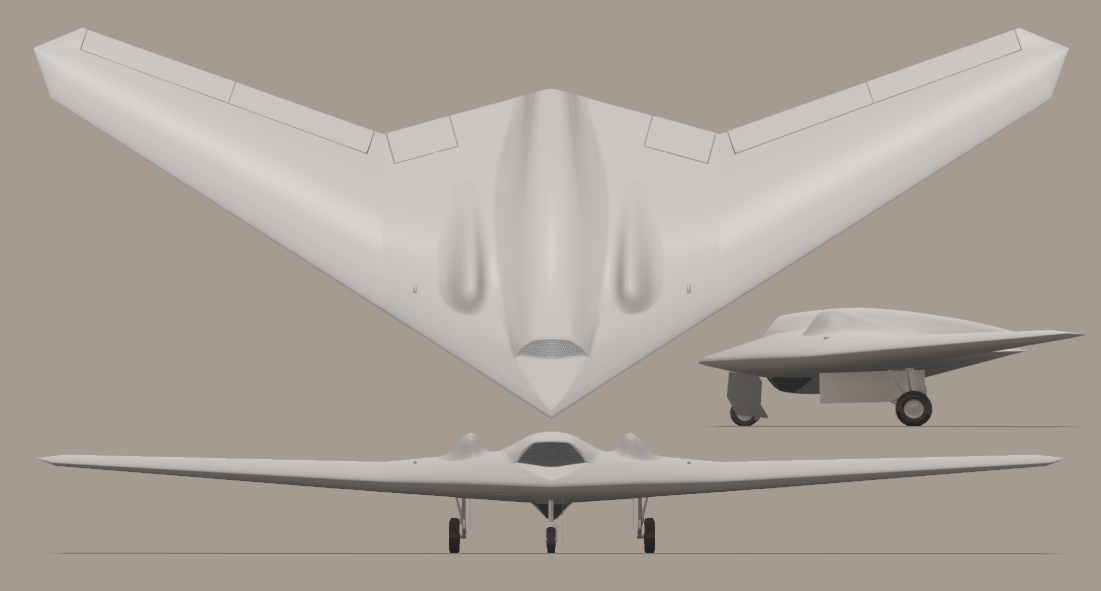
各角度视觉

2001年EP-3E侦察机在中美撞机事件之后在中国迫降，致使美国国防部下决心研发一种隐形无人机，以避免涉密装备和机组成员落入其他国家。RQ-170正是在这种背景下诞生的，它由洛克希德·马丁著名的臭鼬工厂设计，与之前的一些隐形无人机（如RQ-3暗星），以及隱型戰鬥機（如F-117A）等在设计上有相似之处。采用无尾飞翼的气动设计，搭载一台涡扇发动机作为动力，它的外型酷似納粹德國曾研製的Ho 229戰鬥機或美軍現役的B-2幽灵战略轰炸机縮小版。据估计，RQ-170的翼展在20米左右。代号中的“RQ”意味着RQ-170是一种不携带武器的无人机，是第一种被证实承认的采用隐身设计的无人机。

## 部署
2009年12月4日，美国空军首次证实了RQ-170的存在。持久自由行动中，RQ-170被部署在阿富汗境内。由于2007年年底在阿富汗南部坎大哈国际机场露面，它获得了“坎大哈野兽”的外号。值得注意的是，在阿富汗的塔利班武装目前既没有防空导弹，也没有雷达，所以RQ-170的隐形性能对于阿富汗战场并没有多大意义，RQ-170在阿富汗的部署很可能是针对中国（用以偵照新疆境內的解放軍設施）。另有消息称RQ-170将被部署在韩国的烏山空軍基地等地，以便对朝鲜进行监视。

## 用户
美国
- 美国空军
  - 美国空军空战司令部(ACC)
    - 第30侦察中队（英语：30th Reconnaissance Squadron）–克里奇空军基地（英语：Creech Air Force Base）,内华达州
    - 第44侦察中队（英语：44th Reconnaissance Squadron）–克里奇空军基地（英语：Creech Air Force Base）,内华达州

## 被伊朗擄獲
2011年12月4日，伊朗在其境内，缴获了一架正在执行任务的美军RQ-170哨兵無人偵察機。美国方面则强调，该机并未入侵伊朗领空，而是在阿富汗西部执行侦察任务时因“故障”失控，飞入伊朗境内后坠毁。可是，伊朗國家廣播電台12月7日報道稱，美軍RQ-170哨兵無人偵察機是在飛入伊朗東部城鎮卡什馬爾時被監測到並被擊落的，該地深入伊朗與阿富汗交界處約225公里。12月8日，伊朗电视台公开展示了在其境内坠落的美军RQ-170哨兵無人偵察機。从画面上看，该机外观十分完整，没有明显如事故般的外伤。
12月14日，伊朗公開俘虜RQ-170哨兵無人偵察機的方法：伊朗使用GPS干擾技術， 使RQ-170哨兵無人偵察機錯誤判斷坐標並降落伊朗國土。美聯社援引匿名美國官員，該隱形機隸屬于長期在伊朗從事偵查的中央情報局匿蹤無人機隊，該機隊從美軍部署在阿富汗境內的美軍基地起飛。該官員透露美軍在阿富汗境內建立空軍基地長期對伊朗進行監視，並准備在“有需要時採取特殊作戰行動”。雖然目前尚未接受作戰指令但軍方已擬定秘密應急計劃。

## 相關連結
- U-2
- 無人機（UAV）
- 無人駕駛作戰飛機（UCAV）
- 波音RC-135(Boeing RC-135)